# アントニオ・フォーリャ
アントニオ・ジョゼ・ドス・サントス・フォーリャ（António José dos Santos Folha、1971年5月21日 - ）は、ポルトガル出身の元同国代表サッカー選手、現サッカー指導者。ポジションはミッドフィルダー（ウイング）。

## 経歴
1989年にFCポルトに入団したが、1試合も出場できず、半年でジル・ヴィセンテFCにレンタルに出される。そこでの活躍が認められて翌シーズンに復帰するが、またも出場機会を与えられず、冬に再びジウ・ヴィセンテにローン移籍した。翌1991-92シーズンはポルトに呼び戻されて1シーズンを戦い抜き、フォーリャ自身も18試合に出場するが、より多くの出番を求めてSCブラガに移籍し、21試合出場した。その後はポルトでも重宝され、8シーズンに渡って活躍するが、2000-01シーズンは再び出番が減少し、冬にベルギーのスタンダール・リエージュにレンタル移籍。翌シーズン復帰するも、出番が得られず、半年で再びリエージュにレンタルで加入した。翌シーズンは半年のポルトでの プレー後、ギリシャのAEKアテネにレンタル移籍し、2003年からFCペナフィエルへ完全移籍し、2シーズンプレーした後、引退した。代表では26試合に出場した。

## 監督成績
2021年10月31日現在
| クラブ           | 就任           | 退任          | 記録 | 記録 | 記録 | 記録 | 記録 | 記録 | 記録   | 記録   |
| クラブ           | 就任           | 退任          | 試合 | 勝   | 分   | 負   | 得点 | 失点 | 得失点 | 勝率 % |
| ---------------- | -------------- | ------------- | ---- | ---- | ---- | ---- | ---- | ---- | ------ | ------ |
| ポルトB          | 2016年12月29日 | 2018年6月5日  | 60   | 28   | 10   | 22   | 81   | 77   | +4     | 046.67 |
| ポルティモネンセ | 2018年6月5日   | 2020年1月18日 | 58   | 15   | 15   | 28   | 65   | 95   | −30    | 025.86 |
| ポルトB          | 2021年2月3日   |               | 25   | 6    | 12   | 7    | 34   | 32   | +2     | 024.00 |
| 通算             | 通算           | 通算          | 143  | 49   | 37   | 57   | 180  | 204  | −24    | 034.27 |

## タイトル
ポルト
- プリメイラ・ディヴィゾン: 1991-92, 1994-95, 1995-96, 1996-97, 1997-98, 1998-99
- タッサ・デ・ポルトガル: 1993-94, 1997-98, 1999-2000, 2000-01
- スーペルタッサ・カンディド・デ・オリベイラ: 1991, 1993, 1994, 1998

AEKアテネ
- ギリシャ・カップ: 2001-02

U-20ポルトガル代表
- FIFAワールドユース選手権: 1989[4]